# デニス・ラクチオノフ
デニス・ウラジーミロヴィチ・ラクチオノフ（ロシア語: Дени́с Влади́мирович Лактио́нов、韓国語: 데니스 블라디미로비치 락티오노프、1977年9月4日 - ）は、ロシア出身の元サッカー選手、サッカー指導者。現役時代のポジションはFW（左ウイング）。
Kリーグ時代の登録名はデニス（ハングル: 데니스）。

## 来歴
18歳の時に地元のFCサハリンから創設間もない韓国の水原三星ブルーウィングスへと移籍し、すぐにチームの中心選手へと成長した。2001年から2年連続でアジアクラブ選手権を制した水原の攻撃陣は、高宗秀、デニス、サンドロの名前を一部を取って「コ・デ・ロトリオ」と呼ばれた。
韓国での彼の活躍に母国も関心を示し、2002年ワールドカップ日韓大会を目前にした時期に、当時20歳のアンドレイ・アルシャヴィンとともにロシア代表に初招集された。2002年5月17日のベラルーシ戦で国際Aマッチ初キャップを記録したが、ワールドカップのメンバーには選ばれなかった。
2003年に城南一和天馬へと移籍し、同年に韓国に帰化した。釜山アイパークへのレンタル移籍を経て、2006年に安孝錬とのトレード で古巣の水原に復帰した。
2007年12月23日、ロシア・ファーストディビジョンのFCシビル・ノヴォシビルスクに移籍。シビルで28試合に出場し、2009年に契約が満了し、そのまま現役引退した。
2010年はモルドバでコーチ業を学び、2011年1月6日、金南一の通訳も兼ねて、FCトム・トムスクのコーチングスタッフとして入閣した。同年夏からは選手兼任も兼ねて、現役復帰を果たしている。

## 人物
- 2003年に韓国に帰化した[4]。
- 帰化後の一時期は従来のデニスから韓国風の李 城南（イ・ソンナム、이성남）という登録名に変更していたが、2006年からデニスに戻した[3]。
- 既婚者であり、ロシア人の妻との間に息子と娘が2人居る。